# Xon de la Campa
Xon de la Campa Valdés (Gijón, 1973) es un autor de novela y cómic español. Es diplomado en grabado por la Escuela de Arte de Oviedo. 

## Trayectoria
Ilustrador y coautor del juego de rol Depués d’Ochobre, así como ilustrador de portadas de muchas novelas, entre las que se encuentran 1809: Cartes de la Revolución de Trubia, La Rexenta contra Drácula o Fort Paniceiros: Una hestoria de la de mi'madre. Además de las portadas también ilustró las traducciones al asturiano del Llazarín de Tormes y Drácula. Es el autor de las tiras cómicas del periódico local La Información del Bajo Nalón entre 2017 y 2018.
Como autor comenzó escribiendo relatos en las  antologías 78 Crímenes, 78 Conceyos y L’Horru de Vapor (obra también ilustrada por él), para poco después debutar como novelista con La bastarda de Pelayu (2023). Ese mismo año ganó el Premio Alfonso Iglesias de cómic en lengua asturiana con el cómic Misteriu nel soterrañu. En 2024 publicó su segunda novela, La Über-Xana y el fugáu.
Por otra parte, hizo la traducción al asturiano del álbum de Los Pitufos, L'Estrunfísimu presentado en mayo del 2024 con motivo del Día de les Lletres Asturianes.
También es uno de los fundadores y organizadores de la AsturCon, Convención de Fantasía Asturiana.

## Obra
Novelas
- La Bastarda de Pelayu (Ediciones Radagast, 2023).
- Über-Xana y el fugáu (Ediciones Radagast, 2024).

Relatos
- Na ponte na antoloxía 78 crímenes, 78 conceyos (Ediciones Radagast, 2022).
- La nueche del home de fueu [12] na antoloxía L'horru de vapor (Ediciones Radagast, 2023).
- Curiel Pandellagares na antoloxía L'horru máxicu (Ediciones Radagast, 2024).

Traducciones
- L'Estrunfísimu de Peyo (Ediciones Radagast, 2024).
- Los Estrunfinos Prietos de Peyo (Ediciones Radagast, 2025).

Cómics
- Misteriu nel soterrañu [13] (Ediciones Trabe, 2024).

Portadas e Ilustraciones
- Llazarín de Tormes [14] anónimo (Editorial Laria, 2017).
- La Celestina [15] de Fernando de Rojas (Editorial Laria, 2018).
- Drácula [16] de Bram Stroker (Editorial Laria, 2019).
- Depués d'ochobre [17] de Nicolás Bardio (Ediciones Radagast, 2020).
- La Colomina 36 [18] de Nicolás Bardio (Ediciones Trabe, 2020).
- La Semeya de Dorian Gray [19] d'Oscar Wilde  (Editorial Laria, 2023).